# 萊陶峰
77°57′S 162°30′E / 77.950°S 162.500°E
萊陶峰（Lettau Peak），是南極洲的山峰，位於維多利亞地的斯科特海岸，處於福格爾峰西北面2公里，屬於皇家學會嶺的一部分，海拔高度2,455米，現時由南極條約體系管理。